# Anqasha picta
Anqasha picta es una especie de araña migalomorfa de la familia Theraphosidae, la única del género monotípico Anqasha. Es endémica de los Andes de Áncash en Perú.

## Descripción
Anqasha picta se puede distinguir de otros géneros de terafosinas simpátricas similares según la morfología de los órganos genitales y la presencia de bandas negras prominentes en la parte dorsal y lateral del opistosoma.

## Distribución y hábitat
Es endémica de la Cordillera Blanca en Áncash, Perú. La especie tipo se encontró cerca de Caraz en 1899 y se han recogido especímenes más en Recuay en 1905 (en el  Museo de Historia Natural en Londres) y en Huaraz en 1973 (en el depósito del Museo de Zoología Comparada de la Universidad de Harvard), siendo los tres registros dentro de los límites del Parque nacional Huascarán.
El parque nacional Huascarán protege la ecorregión terrestre puna húmeda de los Andes centrales, caracterizada por abundantes ríos y lagunas y una precipitación anual de 400 mm.

## Taxonomía
El holotipo de la especie tipo y única del género fue encontrado en los alrededores de la ciudad de Caraz a 2200 m s.n.m. el 12 de diciembre de 1899 por P. O. Simmons y entregado al Museo de Historia Natural en Londres (anteriomente el British Museum of Natural History, BNMH). Cuatro años después, en 1903, el espécimen fue descrito por el zoólogo inglés Reginald Innes Pocock y nombrado como Hapalopus pictus. En 1973, las aracnólogas argentinas Berta Gerschman y Rita Schiapelli trasladaron la especie al género Homoeomma, quedando así la especie como Homoeomma pictus.
Finalmente, el 27 de junio de 2022 los aracnólogos británicos Danniella Sherwood y Ray Gabriel establecieron en la revista científica Arachnology 19:247-256 que el holotipo no pertenecía ni al género Hapalopus ni al género Homoeomma y que pertenecía más bien a un género nuevo. Es así que género Anqasha fue descrito por primera vez en la publicación de 2022 y la especie tipo se estableció como Anqasha picta.

### Etimología
El nombre genérico Anqasha es un sustantivo en aposición, derivado del vocablo en quechua ancashino anqash en referencia a la región de Áncash en la que habita el género, de la cual, según una interpretación, se dice que recibió su nombre por sus cielos azules.
El epíteto específico pictus, otorgado por Pocock y luego transformado en femenino a picta por Sherwood y Gabriel, es un adjetivo del latín que significado 'pintado, pintada', en referencia al patrón de bandas negras del opistosoma.